# 情報知識学会
情報知識学会（じょうほうちしきがっかい）は、情報知識学に関わる日本の学会。
設立は1988年。学術文献情報や学術学術用語の標準化に関わる学術団体を母体としてスタートし、情報と知識に関わるさまざまな領域として情報科学から人文科学までの広い学際領域にまたがる範囲を対象としている。
論文誌として『情報知識学会誌』を刊行し、毎年の定例行事として、情報知識学会研究報告会（年次大会）や情報知識学フォーラムなどの研究会・セミナーを実施している。1995年から10年間にわたり、「SGML研修フォーラム」（のちに「SGML/XML研修フォーラム」）も開催し、初期の文献管理・マークアップ等の標準技術振興にも一役買った。
部会活動としては、人文社会科学系部会、専門用語研究部会、CODATA部会、SGML/XML部会、シニア部会、オープンサイエンス・オープンデータ（OS-OD）研究部会を持ち、個別領域での活動を行っている。また、地域部会として関西部会もある。

## 会長
1. 米田幸夫
2. 藤原鎮男
3. 細野公男
4. 根岸正光
5. 石塚英弘
6. 長塚隆
7. 原田隆史
8. 芦野俊宏

## 会員種別
会員には、正会員、学生会員、ユース会員、シニア会員、賛助会員、特別賛助会員、名誉会員の別がある。2006年現在、年会費として、正会員は8000円、学生会員は4000円を納める。